# Brahim Mojtar
Brahim Mokhtar Boumakhrouta o Brahim Mojtar, en árabe ابراهيم مختار (nacido el 18 de diciembre de 1953 en El Aaiún).
Es el exministro de cooperación en el gobierno de la República Árabe Saharaui Democrática. Desde la década de los 70 es un destacado miembro del cuerpo diplomático de la República Árabe Saharaui Democrática.

## Biografía
Mokhtar nació en diciembre de 1953 en el Aaiún (capital del sahara Occidental), ciudad en la que creció. Estudió ciencias económicas en la Universidad de Málaga, España.. 
En 1976, coincidiendo con la proclamación de la República Árabe Saharaui por el Frente Popular de Liberación de Saguia El Hamra y Río de Oro (Frente POLISARIO), abrió la oficina del POLISARIO en Estocolmo, Suecia. Ha desempeñado diversos cargos diplomáticos alrededor del mundo, siempre como representante del Polisario y embajador de la República Árabe Saharaui. 
Ha tenido los puestos de Secretario General del Gobierno (2001-2003) y director de protocolo (2003-2007) en el gobierno de la RASD del presidente Mohamed Abdelaziz. Mokhtar también ha dirigido misiones diplomáticas puntuales en 74 países que mantienen relaciones con la República Árabe Saharaui Democrática.
En 2013 y 2015 realizó giras por diversas regiones españolas, su objetivo era el de recabar apoyos para la causa de la RASD; "Es una gira por diferentes comunidades de España para recabar apoyo no solo material, sino político, moral, en el sentido de contribuir en buscar esa solución pacífica que permita al pueblo saharaui poder expresarse libremente y decir qué es lo que quiere para su futuro", declaró Mojtar durante su visita a Canarias.

## Cargos diplomáticos
- Representante del POLISARIO en Estocolmo para los países nórdicos (1976–1978)
- Consejero del ministro para África Occidental en la embajada de la RASD en Benín (1978–1980)
- Consejero del ministro para América Central con responsabilidad para las islas del Caribe en la embajada de la RASD en Panamá (1980–1982)
- Embajador de la RASD para Mozambique y África del Sur (1982–1987)
- Embajador de la RASD para Etiopía, Organización para la Unidad Africana y África Oriental (1987–1995)
- Representante permanente de la RASD en la Organización para la Unidad Africana (1987–1995)
- Representante del POLISARIO en Londres para el Reino Unido y la República de Irlanda (1995–2001)[10]
- Secretario General de Gobierno de la RASD (2001–2003)
- Director de Protocolo del Presidente de la RASD (2003–2007)
- Representante del POLISARIO en Estocolmo para los países nórdicos (2007–2012)
- Ministro Delegado de la RASD para África (2012)[11]
- Ministro de Cooperación de la RASD (2012-2015)[12]
- Ministro de Agua y Madio Ambiente (2016-2019)
- Gobernador de la Wilaya de Aaiun (2020-2023)
- Responsable para Asia y el Pacífico en el Ministerio de Exteriores (2023-actualidad).